# Gran Premio di superbike di Monza 2000
Il Gran Premio di superbike di Monza 2000 è stato la quinta prova su tredici del campionato mondiale Superbike 2000, disputato il 21 maggio sull'autodromo nazionale di Monza, ha visto la vittoria di Pierfrancesco Chili in gara 1, mentre la gara 2 è stata vinta da Colin Edwards.
La vittoria nella gara valevole per il campionato mondiale Supersport è stata invece ottenuta da Paolo Casoli. La gara del campionato Europeo della classe Superstock viene vinta da Dario Tosolini.

## Risultati

### Gara 1

#### Arrivati al traguardo[5]
| Pos. | Nº  | Pilota               | Squadra              | Motocicletta      | Giri | Tempo     | Griglia | Punti |
| ---- | --- | -------------------- | -------------------- | ----------------- | ---- | --------- | ------- | ----- |
| 1º   | 7   | Pierfrancesco Chili  | Suzuki Alstare       | Suzuki GSX R750   | 18   | 31:59.010 | 4º      | 25    |
| 2º   | 2   | Colin Edwards        | Castrol Honda        | Honda VTR1000     | 18   | +0:00.028 | 1º      | 20    |
| 3º   | 4   | Akira Yanagawa       | Kawasaki Racing      | Kawasaki ZX 7RR   | 18   | +0:11.901 | 3º      | 16    |
| 4º   | 21  | Troy Bayliss         | Ducati Infostrada    | Ducati 996        | 18   | +0:12.090 | 5º      | 13    |
| 5º   | 111 | Aaron Slight         | Castrol Honda        | Honda VTR1000     | 18   | +0:13.483 | 16º     | 11    |
| 6º   | 6   | Gregorio Lavilla     | Kawasaki Racing      | Kawasaki ZX 7RR   | 18   | +0:21.018 | 9º      | 10    |
| 7º   | 155 | Ben Bostrom          | Ducati Infostrada    | Ducati 996        | 18   | +0:22.337 | 10º     | 9     |
| 8º   | 3   | Troy Corser          | Aprilia Axo          | Aprilia RSV 1000  | 18   | +0:22.914 | 2º      | 8     |
| 9º   | 30  | Alessandro Antonello | Aprilia Axo          | Aprilia RSV 1000  | 18   | +0:30.029 | 12º     | 7     |
| 10º  | 33  | Robert Ulm           | Gerin WSBK           | Ducati 996 RS2000 | 18   | +0:37.375 | 7º      | 6     |
| 11º  | 9   | Katsuaki Fujiwara    | Suzuki Alstare       | Suzuki GSX R750   | 18   | +0:43.840 | 14º     | 5     |
| 12º  | 10  | Vittoriano Guareschi | Yamaha WSBK          | Yamaha YZF R7     | 18   | +0:55.068 | 8º      | 4     |
| 13º  | 46  | Mauro Sanchini       | Pedercini            | Ducati RS 996     | 18   | +0:57.661 | 19º     | 3     |
| 14º  | 35  | Giovanni Bussei      | Kawasaki Bertocchi   | Kawasaki ZX 7RR   | 18   | +0:58.644 | 21º     | 2     |
| 15º  | 18  | Markus Barth         | Alpha Technik Yamaha | Yamaha R7         | 18   | +0:58.895 | 25º     | 1     |
| 16º  | 39  | Alessandro Gramigni  | Valli Racing 391     | Yamaha R7         | 18   | +1:00.259 | 26º     |       |
| 17º  | 27  | Frédéric Protat      | FP Racing            | Ducati            | 18   | +1:00.342 | 17º     |       |
| 18º  | 28  | Jürgen Oelschläger   | Alpha Technik Yamaha | Yamaha R7         | 18   | +1:02.189 | 22º     |       |
| 19º  | 113 | Paolo Blora          | Pacific              | Ducati 996 RS2000 | 18   | +1:04.291 | 20º     |       |
| 20º  | 38  | Lance Isaacs         | Ducati NCR           | Ducati RS 996     | 18   | +1:08.436 | 28º     |       |
| 21º  | 20  | Marco Borciani       | Pedercini            | Ducati RS 996     | 18   | +1:13.648 | 24º     |       |
| 22º  | 501 | Anthony Gobert       | MVR Bimota Exp.      | Bimota SB8K       | 17   | +1 giro   | 23º     |       |
| 23º  | 69  | Jonnie Ekerold       | White Endurance      | Honda VTR1000     | 17   | +1 giro   | 29º     |       |
| 24º  | 44  | Claude-Alain Jäggi   | Philippe Coulon      | Honda VTR1000     | 16   | +2 giri   | 30º     |       |

#### Ritirati
| Nº | Pilota               | Squadra            | Motocicletta      | Giri | Griglia |
| -- | -------------------- | ------------------ | ----------------- | ---- | ------- |
| 13 | Andreas Meklau       | Gerin WSBK         | Ducati 996 RS2000 | 15   | 13º     |
| 11 | Lucio Pedercini      | Pedercini          | Ducati RS 996     | 12   | 18º     |
| 41 | Noriyuki Haga        | Yamaha WSBK        | Yamaha YZF R7     | 10   | 6º      |
| 19 | Juan Borja           | Ducati NCR         | Ducati RS 996     | 7    | 15º     |
| 15 | Igor Antonelli       | Kawasaki Bertocchi | Kawasaki ZX 7RR   | 5    | 27º     |
| 32 | Massimo De Silvestro | Kawasaki Bertocchi | Kawasaki ZX 7RR   | 1    | 31º     |
| 12 | Haruchika Aoki       | R & D Bieffe       | Ducati RS 996     | 1    | 11º     |

### Gara 2

#### Arrivati al traguardo[6]
| Pos. | Nº  | Pilota               | Squadra              | Motocicletta      | Giri | Tempo     | Griglia | Punti |
| ---- | --- | -------------------- | -------------------- | ----------------- | ---- | --------- | ------- | ----- |
| 1º   | 2   | Colin Edwards        | Castrol Honda        | Honda VTR1000     | 18   | 32:07.510 | 1º      | 25    |
| 2º   | 7   | Pierfrancesco Chili  | Suzuki Alstare       | Suzuki GSX R750   | 18   | +0:00.031 | 4º      | 20    |
| 3º   | 4   | Akira Yanagawa       | Kawasaki Racing      | Kawasaki ZX 7RR   | 18   | +0:02.552 | 3º      | 16    |
| 4º   | 21  | Troy Bayliss         | Ducati Infostrada    | Ducati 996        | 18   | +0:04.164 | 5º      | 13    |
| 5º   | 41  | Noriyuki Haga        | Yamaha WSBK          | Yamaha YZF R7     | 18   | +0:07.078 | 6º      | 11    |
| 6º   | 3   | Troy Corser          | Aprilia Axo          | Aprilia RSV 1000  | 18   | +0:11.303 | 2º      | 10    |
| 7º   | 111 | Aaron Slight         | Castrol Honda        | Honda VTR1000     | 18   | +0:24.872 | 16º     | 9     |
| 8º   | 13  | Andreas Meklau       | Gerin WSBK           | Ducati 996 RS2000 | 18   | +0:33.972 | 13º     | 8     |
| 9º   | 9   | Katsuaki Fujiwara    | Suzuki Alstare       | Suzuki GSX R750   | 18   | +0:34.048 | 14º     | 7     |
| 10º  | 155 | Ben Bostrom          | Ducati Infostrada    | Ducati 996        | 18   | +0:36.023 | 10º     | 6     |
| 11º  | 30  | Alessandro Antonello | Aprilia Axo          | Aprilia RSV 1000  | 18   | +0:40.224 | 12º     | 5     |
| 12º  | 18  | Markus Barth         | Alpha Technik Yamaha | Yamaha R7         | 18   | +0:50.733 | 25º     | 4     |
| 13º  | 28  | Jürgen Oelschläger   | Alpha Technik Yamaha | Yamaha R7         | 18   | +0:55.720 | 22º     | 3     |
| 14º  | 38  | Lance Isaacs         | Ducati NCR           | Ducati RS 996     | 18   | +1:02.002 | 28º     | 2     |
| 15º  | 113 | Paolo Blora          | Pacific              | Ducati 996 RS2000 | 18   | +1:07.115 | 20º     | 1     |
| 16º  | 15  | Igor Antonelli       | Kawasaki Bertocchi   | Kawasaki ZX 7RR   | 18   | +1:19.712 | 27º     |       |
| 17º  | 69  | Jonnie Ekerold       | White Endurance      | Honda VTR1000     | 17   | +1 giro   | 29º     |       |

#### Ritirati
| Nº  | Pilota               | Squadra            | Motocicletta      | Giri | Griglia |
| --- | -------------------- | ------------------ | ----------------- | ---- | ------- |
| 11  | Lucio Pedercini      | Pedercini          | Ducati RS 996     | 13   | 18º     |
| 27  | Frédéric Protat      | FP Racing          | Ducati            | 10   | 17º     |
| 20  | Marco Borciani       | Pedercini          | Ducati RS 996     | 7    | 24º     |
| 19  | Juan Borja           | Ducati NCR         | Ducati RS 996     | 6    | 15º     |
| 6   | Gregorio Lavilla     | Kawasaki Racing    | Kawasaki ZX 7RR   | 4    | 9º      |
| 10  | Vittoriano Guareschi | Yamaha WSBK        | Yamaha YZF R7     | 3    | 8º      |
| 44  | Claude-Alain Jäggi   | Philippe Coulon    | Honda VTR1000     | 3    | 30º     |
| 501 | Anthony Gobert       | MVR Bimota Exp.    | Bimota SB8K       | 2    | 23º     |
| 33  | Robert Ulm           | Gerin WSBK         | Ducati 996 RS2000 | 1    | 7º      |
| 39  | Alessandro Gramigni  | Valli Racing 391   | Yamaha R7         | 1    | 26º     |
| 46  | Mauro Sanchini       | Pedercini          | Ducati RS 996     | 0    | 19º     |
| 35  | Giovanni Bussei      | Kawasaki Bertocchi | Kawasaki ZX 7RR   | 0    | 21º     |

### Supersport

#### Arrivati al traguardo
| Pos. | Nº | Pilota               | Squadra              | Motocicletta     | Giri | Tempo     | Punti |
| ---- | -- | -------------------- | -------------------- | ---------------- | ---- | --------- | ----- |
| 1º   | 15 | Paolo Casoli         | Ducati Infostrada    | Ducati 748 RS    | 16   | 30'05.288 | 25    |
| 2º   | 69 | James Whitham        | Yamaha Belgarda      | Yamaha YZF R6    | 16   | +0.084    | 20    |
| 3º   | 31 | Karl Muggeridge      | Ten Kate Honda       | Honda CBR 600    | 16   | +0.168    | 16    |
| 4º   | 21 | Massimo Meregalli    | Yamaha Belgarda      | Yamaha YZF R6    | 16   | +0.387    | 13    |
| 5º   | 6  | Christian Kellner    | Alpha Technik Yamaha | Yamaha YZF R6    | 16   | +0.519    | 11    |
| 6º   | 5  | Rubén Xaus           | Ducati Infostrada    | Ducati 748 RS    | 16   | +0.884    | 10    |
| 7º   | 4  | Jörg Teuchert        | Alpha Technik Yamaha | Yamaha YZF R6    | 16   | +0.976    | 9     |
| 8º   | 2  | Iain MacPherson      | Kawasaki Racing      | Kawasaki ZX 6R   | 16   | +1.416    | 8     |
| 9º   | 1  | Stéphane Chambon     | Suzuki Alstare       | Suzuki GSX R 600 | 16   | +3.579    | 7     |
| 10º  | 14 | Christophe Cogan     | BKM Racing           | Yamaha R6        | 16   | +4.898    | 6     |
| 11º  | 3  | Piergiorgio Bontempi | D.C.R. Pirelli       | Ducati 748 R     | 16   | +11.072   | 5     |
| 12º  | 99 | Fabien Foret         | D.C.R. Pirelli       | Ducati 748 R     | 16   | +12.779   | 4     |
| 13º  | 12 | Andrew Pitt          | Kawasaki Racing      | Kawasaki ZX 6R   | 16   | +15.129   | 3     |
| 14º  | 9  | Wilco Zeelenberg     | Dee Cee Jeans Racing | Yamaha R6        | 16   | +15.132   | 2     |
| 15º  | 25 | Igor Jerman          | TDC Desenzano Corse  | Ducati 748 RS    | 16   | +15.354   | 1     |
| 16º  | 35 | Shinya Takeishi      | Castrol Honda        | Honda CBR 600    | 16   | +18.417   |       |
| 17º  | 17 | Pere Riba            | Castrol Honda        | Honda CBR 600    | 16   | +21.332   |       |
| 18º  | 22 | Werner Daemen        | Yamaha Belgium       | Yamaha R6        | 16   | +21.527   |       |
| 19º  | 10 | William Costes       | Honda France Elf     | Honda CBR 600    | 16   | +29.854   |       |
| 20º  | 8  | Cristiano Migliorati | Metalsistem Endoug   | Suzuki GSX 600   | 16   | +29.920   |       |
| 21º  | 46 | Nicolas Dussauge     | Yamaha Belgium       | Yamaha R6        | 16   | +30.386   |       |
| 22º  | 23 | Davide Bulega        | Lightspeed Gi Motor  | Yamaha R6        | 16   | +36.589   |       |
| 23º  | 20 | Karl Harris          | Metalsistem Endoug   | Suzuki GSX 600   | 16   | +37.619   |       |
| 24º  | 55 | Norino Brignola      | Lorenzini-T.Italia   | Yamaha R6        | 16   | +37.809   |       |
| 25º  | 70 | Phil Giles           | Monza Corse          | Suzuki GSX 600   | 16   | +1'19.622 |       |

#### Ritirati
| Nº | Pilota                | Squadra              | Motocicletta     | Giri |
| -- | --------------------- | -------------------- | ---------------- | ---- |
| 34 | Yves Briguet          | D.F.X. Racing        | Ducati 748       | 11   |
| 28 | Michele Malatesta     | TDC Desenzano Corse  | Ducati 748 RS    | 11   |
| 45 | Camillo Mariottini    | ZM                   | Kawasaki ZX 6R   | 10   |
| 18 | Vittorio Iannuzzo     | Lorenzini-T.Italia   | Yamaha R6        | 10   |
| 19 | Walter Tortoroglio    | D.F.X. Racing        | Ducati 748       | 8    |
| 16 | Sébastien Charpentier | Honda France Elf     | Honda CBR 600    | 7    |
| 24 | Maurizio Prattichizzo | Lightspeed Gi Motor  | Yamaha R6        | 4    |
| 44 | Antonio Carlacci      | Start Team           | Yamaha R6        | 3    |
| 39 | Nigel Arnold          | Ten Kate Honda       | Honda CBR 600    | 3    |
| 29 | Christer Lindholm     | Dee Cee Jeans Racing | Yamaha R6        | 0    |
| 7  | Fabrizio Pirovano     | Suzuki Alstare       | Suzuki GSX R 600 | 0    |

### Superstock

#### Arrivati al traguardo
| Pos. | Nº | Pilota               | Squadra              | Motocicletta     | Giri | Tempo     | Punti |
| ---- | -- | -------------------- | -------------------- | ---------------- | ---- | --------- | ----- |
| 1º   | 3  | Dario Tosolini       | TDC Desenzano Corse  | Suzuki GSX R 750 | 11   | 20'52.381 | 25    |
| 2º   | 54 | Markus Wegscheider   | Suzuki Stefan Scmidt | Suzuki GSX R 750 | 11   | +1.976    | 20    |
| 3º   | 45 | Chris Burns          | Redwood Racing       | Yamaha R1        | 11   | +5.200    | 16    |
| 4º   | 7  | Fabrizio Pellizzon   | Organize Racing      | Aprilia RSV R    | 11   | +5.467    | 13    |
| 5º   | 2  | Daniel Oliver        | Martin Racing        | Aprilia RSV R    | 11   | +8.951    | 11    |
| 6º   | 77 | Olivier Four         | Star Moto            | Suzuki GSX R 750 | 11   | +9.033    | 10    |
| 7º   | 50 | Martin Bauer         | Kawasaki Team Rosner | Kawasaki ZX 9R   | 11   | +11.646   | 9     |
| 8º   | 72 | Steven Casaer        | Yamaha Belgium       | Yamaha R1        | 11   | +11.967   | 8     |
| 9º   | 8  | James Ellison        | Ten Kate Young Guns  | Honda 900 CBR    | 11   | +16.964   | 7     |
| 10º  | 11 | Katja Poensgen       | Suzuki Alstare       | Suzuki GSX R 750 | 11   | +19.254   | 6     |
| 11º  | 9  | Stephane Jond        | Fratelli Team        | Suzuki GSX R 750 | 11   | +22.160   | 5     |
| 12º  | 23 | Michael Weynand      | Keller Corsa         | Yamaha R1        | 11   | +22.457   | 4     |
| 13º  | 51 | Kelvin Reilly        | KR Racing            | Yamaha R1        | 11   | +23.924   | 3     |
| 14º  | 14 | Raffaello Fabbroni   | Rumi                 | Honda 900 CBR    | 11   | +29.437   | 2     |
| 15º  | 17 | Frederic Jond        | Fratelli Team        | Honda 900 CBR    | 11   | +29.483   | 1     |
| 16º  | 42 | Benny Jerzenbeck     | Steinhausen Racing   | Suzuki GSX R 750 | 11   | +29.527   |       |
| 17º  | 28 | Giacomo Romanelli    | TDC Desenzano Corse  | Suzuki GSX R 750 | 11   | +29.585   |       |
| 18º  | 53 | Andrea Manici        | Rumi                 | Honda 900 CBR    | 11   | +29.787   |       |
| 19º  | 34 | Didier Van Keymeulen | BKM Racing           | Yamaha R1        | 11   | +30.030   |       |
| 20º  | 5  | Paul Notman          | Speedline NRG        | Honda 900 CBR    | 11   | +35.893   |       |
| 21º  | 6  | Dominique Duchene    | Green Kawasaki       | Kawasaki ZX 9R   | 11   | +35.952   |       |
| 22º  | 31 | Gianluigi Vallisari  | Racing T. Gabrielli  | Aprilia RSV R    | 11   | +43.277   |       |
| 23º  | 39 | Massimo Bisconti     | Ghelfi               | Honda 900 CBR    | 11   | +47.357   |       |
| 24º  | 16 | Simone Suzzi         | FBC Racing           | Aprilia RSV R    | 11   | +1'06.694 |       |
| 25º  | 27 | Rudy Servol          | TRS Team Rudy Servol | Honda 900 CBR    | 11   | +1'07.569 |       |
| 26º  | 18 | Niklas Carlberg      | Carlberg Racing Swe  | Yamaha R1        | 11   | +1'33.401 |       |

#### Ritirati
| Nº | Pilota             | Squadra              | Motocicletta   | Giri |
| -- | ------------------ | -------------------- | -------------- | ---- |
| 69 | Yann Gyger         | White Endurance      | Honda 900 CBR  | 10   |
| 52 | Fabio Capriotti    | Winner Team Yamaha   | Yamaha R1      | 3    |
| 19 | Alessandro Scorta  | Gimotor Sport Light  | Yamaha R1      | 2    |
| 21 | Koen Vleugels      | KS Racing            | Yamaha R1      | 1    |
| 49 | Benjamin Nabert    | Green Speed          | Kawasaki ZX 9R | 1    |
| 44 | Francisco Riquelme | Aprilia Desmo Racing | Aprilia RSV R  | 0    |
| 20 | Roberto Ciroldi    | Ghelfi               | Honda 900 CBR  | 0    |